# Thijs Dallinga
Thijs Jacco Jan Dallinga (Groninga, 3 agosto 2000) è un calciatore olandese, attaccante del Bologna.

## Caratteristiche tecniche
Di ruolo punta centrale, è destro di piede, forte fisicamente e dotato di un ottimo senso del gol. È capace di segnare in tutti i modi, nel suo repertorio figurano anche numerose reti in acrobazia e nel gioco aereo, e si rivela implacabile negli ultimi metri. Nonostante le caratteristiche per lo più da "boa" presenta comunque una notevole velocità e una discreta tecnica oltre a risultare anche un buon uomo-assist. Per le sue caratteristiche tecniche e fisiche è stato paragonato a Klaas-Jan Huntelaar.

## Carriera

### Club
Cresciuto nel settore giovanile dell'Emmen, Dallinga debutta in prima squadra il 27 novembre 2017 giocando l'incontro di Eerste Divisie vinto 2-1 contro il MVV. Al termine della stagione, dopo 8 presenze ed una rete, passa a titolo definitivo al Groningen.
Il 6 maggio 2021 viene ceduto all'Excelsior. Con il club disputa 37 partite mettendo a segno 32 reti.
Il 1º luglio 2022 viene acquistato dal Tolosa, neopromossa in Ligue 1. Debutta con il nuovo club alla prima di campionato, segnando all'esordio il suo primo gol per le téfécé nel pareggio per 1-1 contro il Nizza.
Nel corso della stagione si ritaglia un ruolo fondamentale nell'attacco del club viola, contribuendo con 6 gol in sei partite (che fanno di lui il capocannoniere della competizione) alla conquista di una storica prima coppa di Francia per il Tolosa, segnando anche una doppietta nella finalissima contro il Nantes conclusa con il risultato di 1-5.
Il 23 luglio 2024, viene acquistato a titolo definitivo dal Bologna, in Serie A, per circa 15 milioni di euro, più bonus. Fa il suo esordio in serie A il 18 agosto, nella prima di campionato contro l'Udinese, subentrando all'84' a Santiago Castro. Il 21 dicembre segna la sua prima rete in serie A, aprendo le marcature nel successo per 2-0 in casa del Torino. Un mese dopo, il 21 gennaio 2025 segna la sua prima rete in UEFA Champions League, impattando la partita contro il Borussia Dortmund, vinta poi dai felsinei per 2-1, primo storico successo dei bolognesi in questa competizione. Il 1°aprile 2025 mette a referto la sua prima doppietta con i felsinei nella semifinale d'andata di Coppa Italia 2024-2025, nella vittoria per 3-0 in casa dell'Empoli.

### Nazionale
Il 21 novembre 2023, Dallinga esordisce con la nazionale maggiore olandese, nell'amichevole vinta per 6-0 in casa di Gibilterra.

## Statistiche

### Presenze e reti nei club
Statistiche aggiornate al 18 maggio 2025.
| Stagione         | Squadra          | Campionato       | Campionato | Campionato | Coppe nazionali | Coppe nazionali | Coppe nazionali | Coppe continentali | Coppe continentali | Coppe continentali | Altre coppe | Altre coppe | Altre coppe | Totale | Totale | Totale |
| Stagione         | Squadra          | Comp             | Pres       | Reti       | Comp            | Pres            | Reti            | Comp               | Pres               | Reti               | Comp        | Pres        | Reti        | Pres   | Reti   |        |
| ---------------- | ---------------- | ---------------- | ---------- | ---------- | --------------- | --------------- | --------------- | ------------------ | ------------------ | ------------------ | ----------- | ----------- | ----------- | ------ | ------ | ------ |
| 2017-2018        | Emmen            | 1D               | 8          | 1          | CO              | 0               | 0               | -                  | -                  | -                  | -           | -           | -           | 8      | 1      |        |
| 2018-2019        | Jong Groningen   | 3D               | 17         | 5          | -               | -               | -               | -                  | -                  | -                  | -           | -           | -           | 17     | 5      |        |
| 2019-2020        | Groningen        | ED               | 0          | 0          | CO              | -               | -               | -                  | -                  | -                  | -           | -           | -           | 0      | 0      |        |
| 2020-2021        | Groningen        | ED               | 6          | 0          | CO              | 1               | 0               | -                  | -                  | -                  | -           | -           | -           | 7      | 0      |        |
| Totale Groningen | Totale Groningen | Totale Groningen | 6          | 0          |                 | 1               | 0               |                    | -                  | -                  |             | -           | -           | 7      | 0      |        |
| 2021-2022        | Excelsior        | EE               | 37+6       | 32+4       | CO              | 1               | 0               | -                  | -                  | -                  | -           | -           | -           | 44     | 36     |        |
| 2022-2023        | Tolosa           | L1               | 36         | 12         | CF              | 6               | 6               | -                  | -                  | -                  | -           | -           | -           | 42     | 18     |        |
| 2023-2024        | Tolosa           | L1               | 33         | 14         | CF              | 2               | 1               | UEL                | 8                  | 4                  | SF          | 1           | 0           | 44     | 19     |        |
| Totale Tolosa    | Totale Tolosa    | Totale Tolosa    | 69         | 26         |                 | 8               | 7               |                    | 8                  | 4                  |             | 1           | 0           | 86     | 37     |        |
| 2024-2025        | Bologna          | A                | 31         | 3          | CI              | 4               | 3               | UCL                | 8                  | 1                  | -           | -           | -           | 43     | 7      |        |
| 2025-2026        | Bologna          | A                | -          | -          | CI              | -               | -               | UEL                | -                  | -                  | SI          | -           | -           | -      | -      |        |
| Totale Bologna   | Totale Bologna   | Totale Bologna   | 31         | 3          |                 | 4               | 3               |                    | 8                  | 1                  |             | -           | -           | 43     | 7      |        |
| Totale carriera  | Totale carriera  | Totale carriera  | 174        | 73         |                 | 14              | 10              |                    | 16                 | 5                  |             | 1           | 0           | 205    | 88     |        |

### Cronologia presenze e reti in nazionale
| Cronologia completa delle presenze e delle reti in nazionale ― Paesi Bassi | Cronologia completa delle presenze e delle reti in nazionale ― Paesi Bassi | Cronologia completa delle presenze e delle reti in nazionale ― Paesi Bassi | Cronologia completa delle presenze e delle reti in nazionale ― Paesi Bassi | Cronologia completa delle presenze e delle reti in nazionale ― Paesi Bassi | Cronologia completa delle presenze e delle reti in nazionale ― Paesi Bassi | Cronologia completa delle presenze e delle reti in nazionale ― Paesi Bassi | Cronologia completa delle presenze e delle reti in nazionale ― Paesi Bassi |
| Data                                                                       | Città                                                                      | In casa                                                                    | Risultato                                                                  | Ospiti                                                                     | Competizione                                                               | Reti                                                                       | Note                                                                       |
| -------------------------------------------------------------------------- | -------------------------------------------------------------------------- | -------------------------------------------------------------------------- | -------------------------------------------------------------------------- | -------------------------------------------------------------------------- | -------------------------------------------------------------------------- | -------------------------------------------------------------------------- | -------------------------------------------------------------------------- |
| 21-11-2023                                                                 | Faro                                                                       | Gibilterra                                                                 | 0 – 6                                                                      | Paesi Bassi                                                                | Qual. Euro 2024                                                            | -                                                                          | 46’                                                                        |
| Totale                                                                     |                                                                            | Presenze                                                                   | 1                                                                          |                                                                            | Reti                                                                       | 0                                                                          |                                                                            |

| Cronologia completa delle presenze e delle reti in nazionale ― Paesi Bassi under 21 | Cronologia completa delle presenze e delle reti in nazionale ― Paesi Bassi under 21 | Cronologia completa delle presenze e delle reti in nazionale ― Paesi Bassi under 21 | Cronologia completa delle presenze e delle reti in nazionale ― Paesi Bassi under 21 | Cronologia completa delle presenze e delle reti in nazionale ― Paesi Bassi under 21 | Cronologia completa delle presenze e delle reti in nazionale ― Paesi Bassi under 21 | Cronologia completa delle presenze e delle reti in nazionale ― Paesi Bassi under 21 | Cronologia completa delle presenze e delle reti in nazionale ― Paesi Bassi under 21 |
| Data                                                                                | Città                                                                               | In casa                                                                             | Risultato                                                                           | Ospiti                                                                              | Competizione                                                                        | Reti                                                                                | Note                                                                                |
| ----------------------------------------------------------------------------------- | ----------------------------------------------------------------------------------- | ----------------------------------------------------------------------------------- | ----------------------------------------------------------------------------------- | ----------------------------------------------------------------------------------- | ----------------------------------------------------------------------------------- | ----------------------------------------------------------------------------------- | ----------------------------------------------------------------------------------- |
| 23-9-2022                                                                           | Lovanio                                                                             | Belgio under 21                                                                     | 1 – 2                                                                               | Paesi Bassi under 21                                                                | Amichevole                                                                          | -                                                                                   | 85’                                                                                 |
| 27-9-2022                                                                           | Cluj-Napoca                                                                         | Romania under 21                                                                    | 0 – 0                                                                               | Paesi Bassi under 21                                                                | Amichevole                                                                          | -                                                                                   | 46’                                                                                 |
| 25-3-2023                                                                           | Murcia                                                                              | Norvegia under 21                                                                   | 0 – 3                                                                               | Paesi Bassi under 21                                                                | Amichevole                                                                          | -                                                                                   | 46’                                                                                 |
| 27-3-2023                                                                           | Murcia                                                                              | Rep. Ceca under 21                                                                  | 1 – 1                                                                               | Paesi Bassi under 21                                                                | Amichevole                                                                          | -                                                                                   | 54’                                                                                 |
| 14-6-2023                                                                           | Wiener Neustadt                                                                     | Paesi Bassi under 21                                                                | 0 – 0                                                                               | Giappone under 22                                                                   | Amichevole                                                                          | -                                                                                   | 46’                                                                                 |
| 24-6-2023                                                                           | Tbilisi                                                                             | Portogallo under 21                                                                 | 1 – 1                                                                               | Paesi Bassi under 21                                                                | Europeo Under-21 2023 - 1º turno                                                    | -                                                                                   | 80’                                                                                 |
| 27-6-2023                                                                           | Tbilisi                                                                             | Paesi Bassi under 21                                                                | 1 – 1                                                                               | Georgia under 21                                                                    | Europeo Under-21 2023 - 1º turno                                                    | -                                                                                   | 74’                                                                                 |
| Totale                                                                              |                                                                                     | Presenze                                                                            | 7                                                                                   |                                                                                     | Reti                                                                                | -                                                                                   |                                                                                     |

| Cronologia completa delle presenze e delle reti in nazionale ― Paesi Bassi under 19 | Cronologia completa delle presenze e delle reti in nazionale ― Paesi Bassi under 19 | Cronologia completa delle presenze e delle reti in nazionale ― Paesi Bassi under 19 | Cronologia completa delle presenze e delle reti in nazionale ― Paesi Bassi under 19 | Cronologia completa delle presenze e delle reti in nazionale ― Paesi Bassi under 19 | Cronologia completa delle presenze e delle reti in nazionale ― Paesi Bassi under 19 | Cronologia completa delle presenze e delle reti in nazionale ― Paesi Bassi under 19 | Cronologia completa delle presenze e delle reti in nazionale ― Paesi Bassi under 19 |
| Data                                                                                | Città                                                                               | In casa                                                                             | Risultato                                                                           | Ospiti                                                                              | Competizione                                                                        | Reti                                                                                | Note                                                                                |
| ----------------------------------------------------------------------------------- | ----------------------------------------------------------------------------------- | ----------------------------------------------------------------------------------- | ----------------------------------------------------------------------------------- | ----------------------------------------------------------------------------------- | ----------------------------------------------------------------------------------- | ----------------------------------------------------------------------------------- | ----------------------------------------------------------------------------------- |
| 14-11-2018                                                                          | Yerevan                                                                             | Armenia under 19                                                                    | 0 – 4                                                                               | Paesi Bassi under 19                                                                | Amichevole                                                                          | -                                                                                   | 46’                                                                                 |
| 20-11-2018                                                                          | Yerevan                                                                             | Paesi Bassi under 19                                                                | 2 – 1                                                                               | Portogallo under 19                                                                 | Amichevole                                                                          | 1                                                                                   | 78’                                                                                 |
| Totale                                                                              |                                                                                     | Presenze                                                                            | 2                                                                                   |                                                                                     | Reti                                                                                | 1                                                                                   |                                                                                     |

## Palmarès

### Club
- Coppa di Francia: 1

Tolosa: 2022-2023
- Coppa Italia: 1

Bologna: 2024-2025

### Individuale
- Capocannoniere dell'Eerste Divisie: 1

2021-2022 (31 reti)
- Capocannoniere della Coppa di Francia: 1

2022-2023 (6 reti)